# Fiaba grande
Fiaba grande (1975) è il sesto LP di Ivan Della Mea, pubblicato dall'etichetta discografica I dischi del sole.

## Tracce
1. Compagno ti conosco - 21:35   traccia unica contenente i seguenti brani: 
  - Chi può chiamare scienza
  - Ciao Milano
  - E lui vise de Sante Donate
  - Se muere allende
  - Trieste muri bianchi
  - Alcide Cervi
  - E ha scoperto
  - Firenze quant'è bella
  - Bella turista americana
2. La nave dei folli  - 7:37
3. Fiaba grande - 8:02
4. Il sedici giugno - 5:07